# Elliniko Metro
Ellinikо́ Metrо́ SA (grec moderne : Ελληνικό Μετρό ΑΕ), anciennement Attikо́ Metrо́ SA (Αττικό Μετρό ΑΕ) jusqu'en mai 2023, est une société anonyme grecque dont l'État est l'unique actionnaire. Elle est propriétaire et développe le réseau ferroviaire en Attique et Thessalonique. Elle a notamment conçu et construit les nouvelles lignes du métro d'Athènes dont elle est propriétaire de l'infrastructure.

## Histoire
La société anonyme Attikо́ Metrо́ SA est créée en 1991 par l'État grec (loi 1955/91), qui en est l'unique actionnaire.
Le 18 mai 2023, le Premier ministre Kyriákos Mitsotákis annonce le changement du nom « Attikо́ Metrо́ » en « Ellinikо́ Metrо́ », en vue de la mise en service du métro de Thessalonique en 2024.

## Caractéristiques
Elle est notamment propriétaire de l'infrastructure ferroviaire urbaine d’Athènes (métro et tramway) ainsi que du métro de Thessalonique.